# 수호이 Su-11

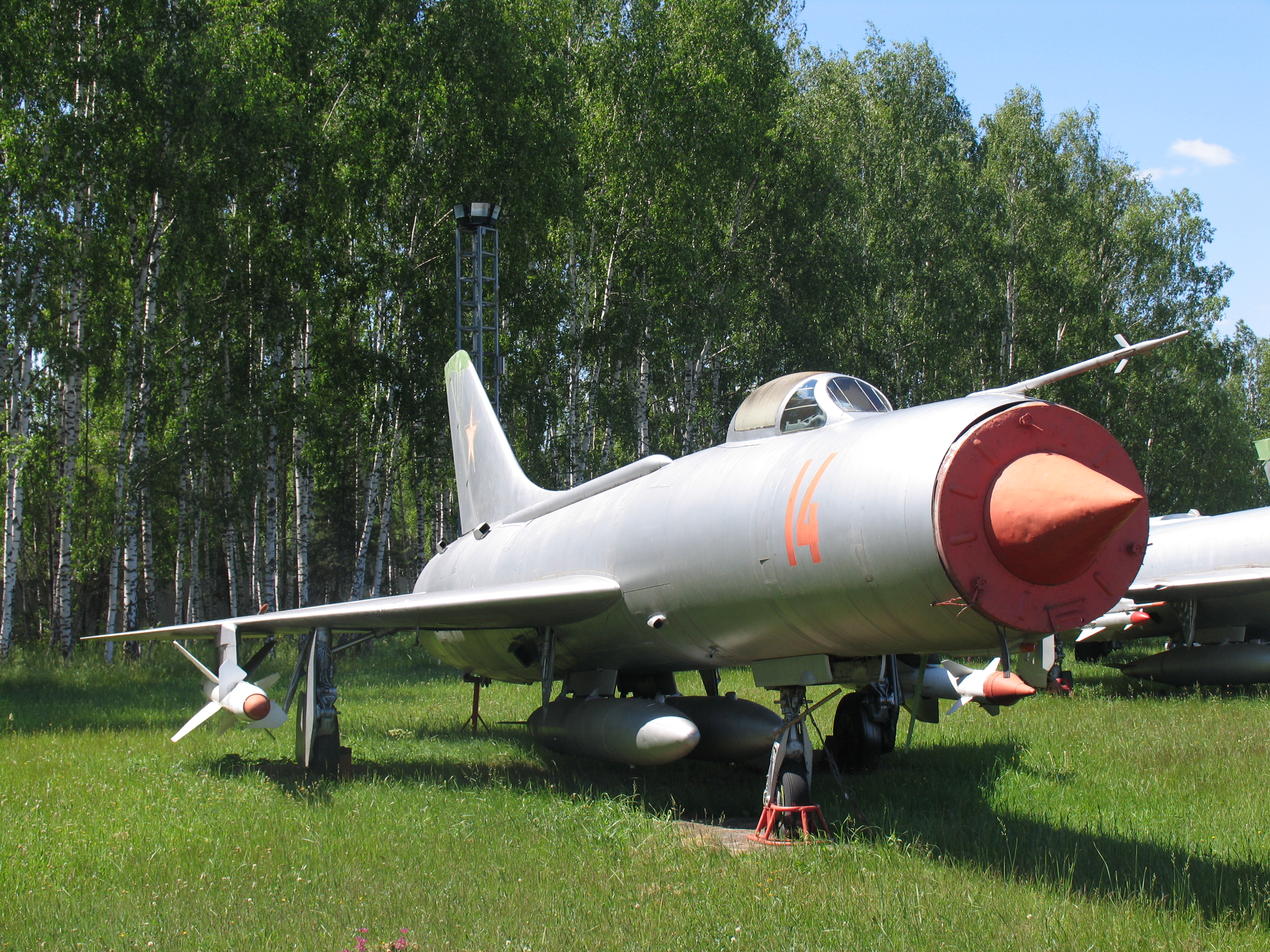

수호이 Su-11(나토명 Fishpot-C)은 1960년대에 소련이 사용한 요격기이다.
Su-11은 수호이 Su-9(Fishpot) 요격기의 업그레이드판으로, 실험설계국의 Su-7 전투폭격기와 동시에 개발되었다. Su-9의 근본적인 제약으로 인해 수호이는 Su-11의 개발에 착수하여 1961년 T-47 프로토타입으로 첫 비행을 시작했다.

## 같이 보기
- 록히드 F-104 스타파이터
- 미코얀-구레비치 MiG-21